# Cyrtophora citricola
Cyrtophora citricola es una araña tejedora de la familia Araneidae. Se encuentra en Asia, África, Australia, Costa Rica, La Española, Colombia y el sur de Europa, y en 2000 fue descubierta en Florida. C. citricola se diferencia de muchos de sus parientes cercanos por su capacidad para vivir en una gran variedad de entornos. En Norteamérica y Sudamérica, la araña ha causado grandes daños en explotaciones agrícolas.
Sus telarañas se consideran atípicas. Tienen una barrera de seda gruesa por encima del orbe y una barrera más fina por debajo. Esto da a las telarañas un aspecto de malla horizontal. La araña ha desarrollado técnicas distintas y específicas para capturar presas con sus telarañas poco convencionales. La presa vuela hacia la capa superior de malla de la telaraña y es desviada hacia la telaraña orbital. A continuación, la araña recoge y almacena la presa en su tela. La diferencia en la seda de las telarañas de C. citricola se debe a variaciones fisiológicas en sus aparatos de hilado, en comparación con otras especies estrechamente emparentadas. Sus telarañas no son adhesivas y no requieren un nuevo hilado diario.
Esta araña es una de las pocas especies que muestran un nivel variable de socialidad. C. citricola puede verse en colonias, que pueden haber surgido debido a la reducción de la depredación. Dentro de estas colonias, cada araña tiene su propia telaraña que está unida a otras arañas a través de telas comunales. Las telarañas suelen construirse en grandes matrices unas junto a otras y pueden abarcar árboles enteros. La araña suele coexistir pacíficamente con otras arañas de la colonia. Sin embargo, a veces tiene que defenderse de otras arañas de la colonia que intentan apropiarse de su tela.
C. citricola es nocturna y durante el día permanece inactiva y trata de mantenerse fuera de la vista de los depredadores. La mayor parte de su búsqueda de alimento y captura de presas tiene lugar por la noche.
El color y el tamaño de C. citricola pueden variar mucho. Muchas arañas lucen un patrón blanco y negro, mientras que otras son marrones. Los machos suelen ser negros. Las arañas macho y hembra presentan dimorfismo sexual. La longitud del cuerpo en las hembras alcanza normalmente los 10 milímetros (0,39 pulgadas), mientras que los machos sólo miden 3 milímetros (0,12 pulgadas).

## Taxonomía
Peter Forsskal descubrió Cyrtophora citricola en la Península Arábiga durante su expedición a Yemen, en algún momento entre 1761 y 1763. Vio por primera vez a las arañas en los árboles de cítricos y describió sus telas horizontales como redes. El nombre común de la araña, «tela de tienda tropical», deriva de estas observaciones. Tras la muerte de Forsskal a causa de la malaria en 1763, su amigo Carsten Niebuhr recogió sus manuscritos, que incluían detalles sobre la araña, y los envió desde Yemen a Dinamarca. Estos registros se publicaron en 1775 como Descriptiones animalium, avium, amphibiorum, piscium, insectorum, vermium; la araña aparecía bajo el nombre de Aranea citricola. C. citricola se clasificó en la familia Araneidae porque crea telarañas orbe. Entre 1776 y 1864, la araña se clasificó bajo el género Epeira, un sinónimo de Aranea, más comúnmente conocido como Araneus. La araña fue trasladada del género Aranea al género Cyrtophora por Eugene Simon en 1864, una decisión tomada porque sus telas eran muy diferentes de las construidas por otras arañas del género Aranea. Las telas de C. citricola son horizontales y en forma de tienda, similares a las de otras arañas del género Cyrtophora. Como otros miembros de Cyrtophora, el segundo, tercer y cuarto par de patas de C. citricola tienen una combinación de rótula y tibia más corta que los fémures de las mismas patas. Además, comparte el mismo patrón ocular en el que la fila posterior del ojo es recurvada: un rasgo típico que define el género. C. citricola tiene estructuras cefálicas más anchas que otras arañas del género Manogea.

### Filogenia
Cyrtophora citricola pertenece a la familia Araneidae por tres características. El palpo del macho está orientado hacia la línea mesial o media del cuerpo. El palpo de la araña macho tiene un exoesqueleto en su bulbo conocido como radix, y la araña tiene una fina capa reflectante de tejido en el conjunto posterior de sus ojos llamada tapetum. C. citricola se diferencia de los «araneoideos derivados», que forman parte de la superfamilia Araneoidea, como Theridion y Linyphiidae, porque carece de espiguillas aciniformes más pequeñas en sus hileras medianas. Cada una de estas espiguillas produce individualmente una hebra de seda aciniforme, el tipo más fuerte de seda de araña. C. citricola forma parte del clado de los argiopoides porque existe un dimorfismo sexual entre machos y hembras. Las hembras son más grandes que los machos. El dimorfismo sexual presente en C. citricola la separa de los miembros de la subfamilia Araneinae, incluyendo Nuctenea, Cyclosa y Mangora. C. citricola forma parte de la subfamilia Cyrtophorinae y comparte el rasgo de dimorfismo sexual con las subfamilias Argiopinae, Gasteracanthinae y Micratheninae. Dentro del clado de los argiopoides, C. citricola es miembro del clado de los argiopinos porque la parte superior de su exoesqueleto es peluda. Este rasgo distingue a C. citricola de las subfamilias Gasteracanthinae y Micratheninae. Dentro del clado de los argiopinos, C. citricola es miembro de la familia Cyrtophorinae, que incluye los géneros Cyrtophora y Manogea. Las características que definen a la subfamilia Cyrtophorinae son su émbolo, el conducto abierto del bulbo palpebral, que corre en sentido contrario a las agujas del reloj, y sus telarañas en forma de orbe no adherentes.

## Descripción
Cyrtophora citricola se presenta en varios colores y puede tener manchas de diferentes colores en el abdomen. La araña es sexualmente dimórfica. Las hembras pueden alcanzar los 10 milímetros de longitud y son más grandes que los machos, que suelen medir 3 milímetros. Las patas de C. citricola tienen diferentes longitudes, siendo las patas I y II las más largas. En Florida, las arañas macho son negras, mientras que las hembras pueden cambiar el color de su abdomen para adaptarse a su entorno y pueden camuflarse en sus telarañas. Las hembras tienen tricobotrios blancos. En Turquía, suelen ser de color marrón con pelos grises. C. citricola tiene una distintiva bifurcación horizontal en la parte posterior del abdomen. C. citricola se diferencia de sus otros parientes porque tiene dos pares de tubérculos dorsales y un par de tubérculos posteriores. C. citricola suele tener siete dentículos. El opistosoma tiene dos pares de protuberancias dorsales y dos lóbulos posteriores. C. citricola tiene dos filas de ojos. Los ojos más grandes son los dos medianos de la fila anterior. En algunos lugares, C. citricola puede confundirse con Mecynogea lemniscata.

## Hábitat y distribución
Cyrtophora citricola se encuentra en Asia, África, Australia, Costa Rica, La Española, Colombia y el sur de Europa. La especie es incapaz de sobrevivir a temperaturas inferiores a -1 °C. C. citricola también fue descubierta en Florida en 2000 y fabrica sus telarañas en los puentes de los canales desde el extremo este del Parque Nacional de los Everglades hasta la costa este. La araña vive en una amplia gama de entornos, pero es más frecuente en los huertos de olivos y en el sotobosque. C. citricola también se encuentra en explotaciones agrícolas tropicales.
C. citricola se puede encontrar en todo el mundo, a diferencia de sus parientes cercanos que se concentran en partes específicas del mundo. La presencia global de C. citricola puede ser un problema, como se ha visto en América. La araña se está haciendo común en espacios agrícolas y urbanos. Está dañando las explotaciones agrícolas. En la actualidad se está intentando eliminar la araña, ya que se sabe que su tela daña la flora.
C. citricola muestra comportamientos termorreguladores. Este rasgo es común en las arañas tejedoras, como Nephila clavipes, N. maculata y Frontinella communis. Durante las horas más calurosas del día, la araña se coloca de forma que la superficie de su cuerpo quede expuesta al sol lo menos posible.

## Comportamiento

### Telaraña
Cyrtophora citricola construye telarañas en forma de tienda de campaña con una telaraña orbital horizontal y una red de telarañas por encima que se asemejan a una tienda de campaña. Estas telarañas pueden construirse solas o como parte de una colonia. Las arañas muestran ventajas viviendo en colonias, pero no hay selección hacia la vida solitaria o colonial. Dentro de las colonias, las telarañas orbitales horizontales son solitarias y mantenidas por individuos. Otras especies de Araneidae tienen un complejo de tríadas en sus hileras posteriores que producen un material de hilo pegajoso para las telarañas a partir de las glándulas piriformes. C. citricola carece de complejo tríada y es incapaz de producir material pegajoso para las telarañas, por lo que crea una telaraña distinta, no pegajosa, parecida a una malla.
C. citricola crea una barrera de seda gruesa por encima de la orbe y una barrera más fina por debajo de la orbe. La seda por encima de la telaraña se utiliza para desviar a los insectos hacia la telaraña orbital de abajo. Las telarañas por encima y por debajo de las telarañas orbitales horizontales son comunales y mantenidas por la colonia. La telaraña orbital horizontal y la seda no son pegajosas. Las telarañas orbitales aparecen como una malla fina, hecha de radios y una espiral estructural no adhesiva. Esta estructura es diferente de las telarañas típicas de la familia Araneidae, ya que carecen de una espiral viscosa. Estas telarañas son duraderas y pueden haber evolucionado para ser creadas fuera de los cítricos. Las telarañas pueden ser lo suficientemente grandes como para abarcar árboles enteros y se encuentran en una variedad de especies de árboles. C. citricola prefiere construir sus telarañas en sustratos firmes en lugar de sustratos no firmes. Las telarañas construidas en sustratos más firmes tienden a durar más tiempo. Las telarañas son lo suficientemente fuertes como para resistir presiones ambientales, como la lluvia y el viento. A diferencia de las telarañas adhesivas, que deben volver a tejerse a diario, las telarañas no adhesivas sólo se reparan cuando se dañan. La mayoría de estos daños se producen en las periferias de las telarañas de las colonias, donde el coste de crear telarañas orbitales es elevado. El centro de estas colonias requiere reparaciones con poca frecuencia, lo que ahorra a la araña la inversión constante de volver a hilar la telaraña.

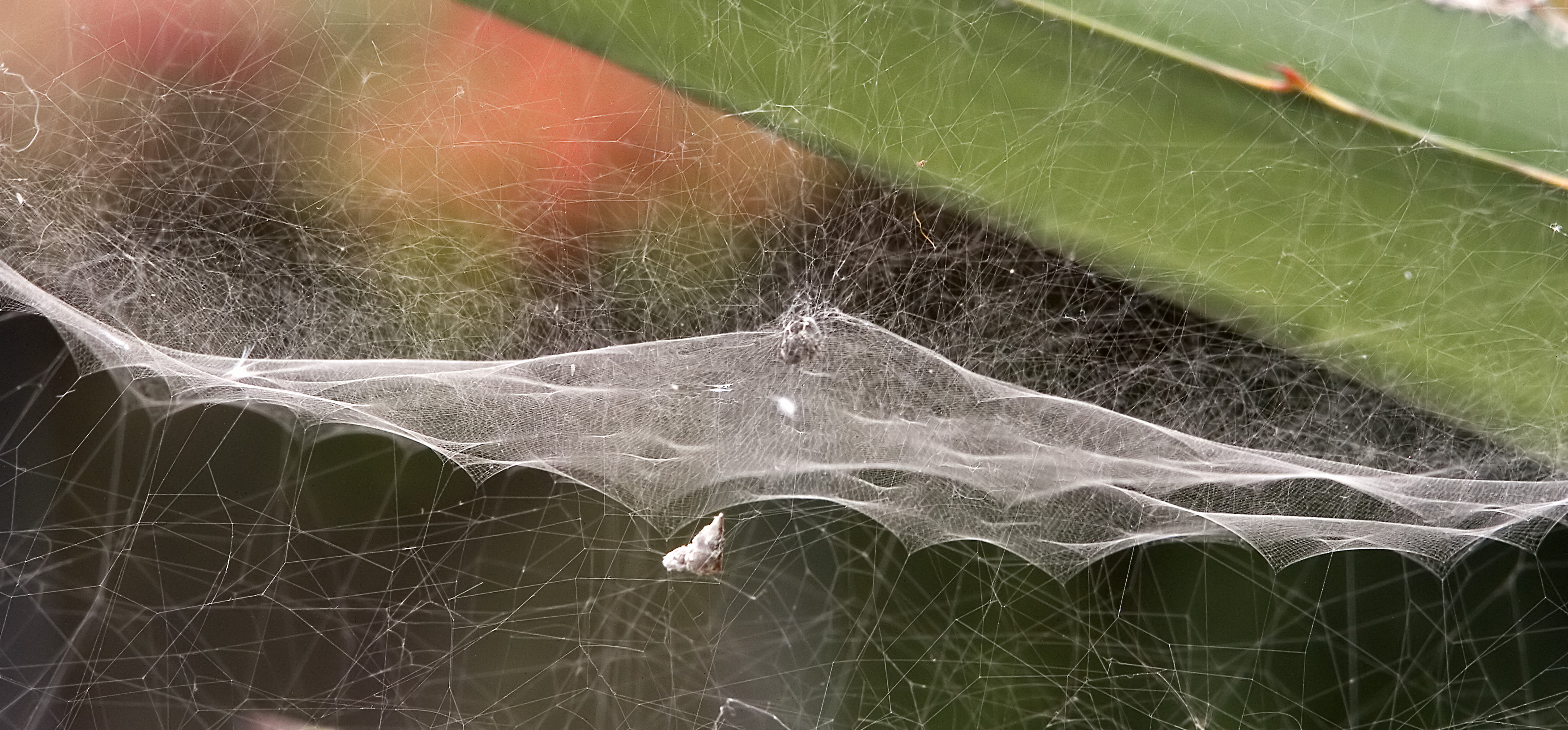
Telaraña de C. citricola

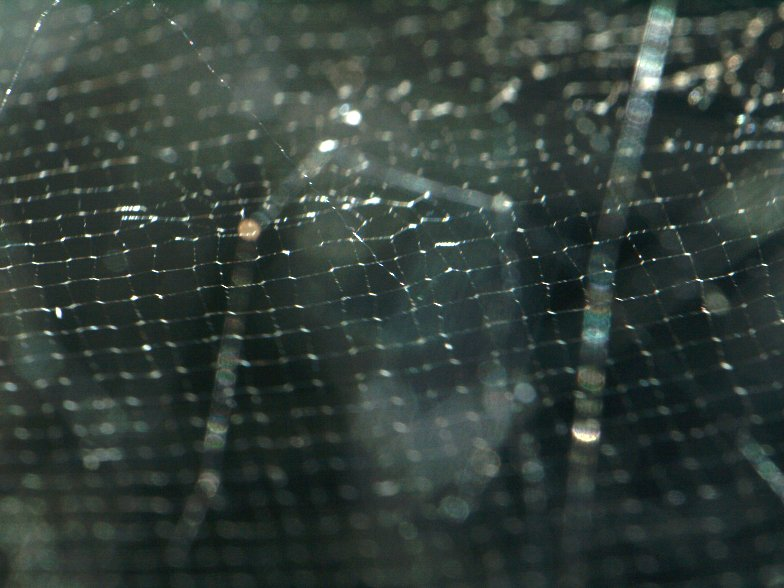
Detalle de la telaraña de C. citricola

C. citricola suele descansar con todas las patas por debajo del cuerpo cuando no está vigilando sus sacos de huevos y utiliza diversos movimientos para detectar presas e intrusiones. La araña se sienta en el centro de la telaraña. Este posicionamiento se produce durante el día y la noche. C. citricola también participa en la sacudida de la telaraña, un acto que consiste en tirar rápidamente de los radios con una pata delantera. La sacudida de la telaraña puede ocurrir en respuesta al movimiento en la telaraña y a la captura de presas. Este comportamiento puede permitir a la araña encontrar con precisión objetos en su telaraña, ayudar en la localización de presas y transmitir señales. Además, la araña se dedica a sacudir la telaraña, movimientos que causan una sacudida repentina y rápida de sus telarañas. Esta agitación se produce por un movimiento descendente de las patas de la araña. C. citricola sacude la tela para desalojar a las presas atascadas en la barrera superior de la tela. También puede sacudir a los cleptoparásitos que se acercan.

### Presas
C. citricola captura sus presas en la parte superior de la tela. Las arañas que viven en agregados sociales son más eficientes capturando presas que las arañas solitarias.
El proceso de captura de una presa incluye varios pasos. El primero es morder a la presa o envolverla en seda. El segundo paso consiste en arrancar y cortar la presa de la telaraña. El tercer paso consiste en transportar la presa al centro de la telaraña, ya sea llevándola en sus mandíbulas o envolviéndola y transportándola en seda. En el cuarto paso, la araña se alimenta de la presa en el centro de la telaraña.
C. citricola tiene cuatro secuencias de ataque. En la primera variación, la araña envuelve a su presa y la muerde. Tras morder a la presa, la araña la saca de la tela, la envuelve de nuevo y la transporta al centro. La segunda secuencia sigue los pasos de la primera variación, pero se salta la fase de la mordedura. La tercera variación comienza con la araña mordiendo a su presa y envolviéndola. Posteriormente, la presa es retirada y envuelta de nuevo antes de ser transportada al centro de la telaraña. En la cuarta secuencia, la araña muerde y tira de la presa o la corta. La presa es transportada al centro en las mandíbulas de la araña. El tipo de presa capturada determina si es mordida, envuelta o ambas cosas.
C. citricola se alimenta de polillas y moscas. Estos insectos son mordidos y transportados al cubo en la seda. Los ortópteros también son capturados y comidos por C. citricola utilizando una variedad de las secuencias anteriores. Otras presas comunes son libélulas, escarabajos y pentatómidos.

### Reproducción
C. citricola está activa desde mediados de verano hasta principios de otoño y los adultos se aparean entre junio y septiembre. Las arañas macho adultas buscan hembras. Estas arañas muestran un alto grado de canibalismo sexual. Las hembras canibalizan a los machos después de la mayoría de las cópulas exitosas, hasta el 100% de las veces. La edad de la araña y su estado de alimentación no influyen en el canibalismo del macho. Este canibalismo sexual anima a los machos a ser exigentes a la hora de elegir pareja. Los machos prefieren aparearse con hembras jóvenes, bien alimentadas y vírgenes. Las hembras no son tan exigentes con los machos, pero pueden preferir machos bien alimentados y de más edad. Aproximadamente el 50% de las hembras vuelven a aparearse en los diez días siguientes a su primera cópula. El canibalismo sexual obliga a los machos a la monogamia.
La hembra inicia el proceso de apareamiento. Tradicionalmente, las hembras se acercan al macho hasta que están a 1 cm de él. En ese momento, el macho avanza rápidamente hacia la hembra e intenta introducir su pedipalpo. Si tiene éxito, comienza la cópula, que dura unos segundos. Esta es la fase en la que la cópula fracasa con más frecuencia.
A diferencia de otras arañas caníbales, el macho de C. citricola no da un salto mortal hacia los quelíceros de la hembra. La hembra dobla su cefalotórax y se orienta para atacar el abdomen del macho mientras el pedipalpo está en la hembra. El macho es devorado y el pedipalpo se desprende de la hembra.

### Socialización

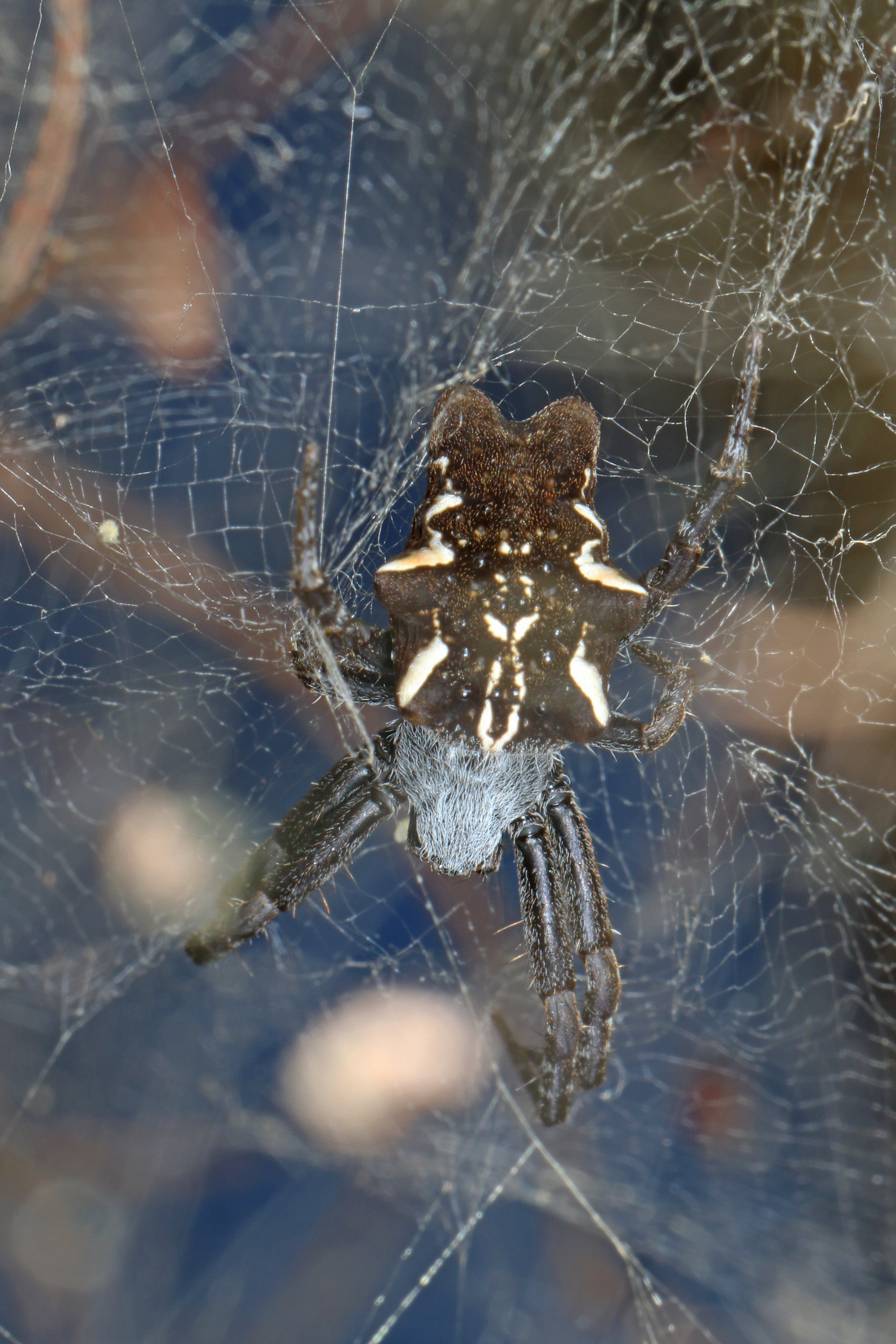
C. citricola en el Parque Nacional de Gorongosa

C. citricola puede exhibir interacciones sociales agregadas entre sí y vivir cooperativamente en grupos. Este comportamiento es distinto entre las arañas, ya que la mayoría son solitarias. C. citricola fabrica sus propias telarañas individuales, pero estas telarañas están interconectadas. Esta gran red de telarañas con arañas vecinas crea una enorme matriz de telarañas. Dado el gran tamaño y la visibilidad de la telaraña colonial, las presas que son visualmente agudas pueden evitar acercarse a la colonia. Si un miembro de un grupo colonial detecta un depredador o una presa cercana, realiza una sacudida en la telaraña. Esta sacudida a menudo inicia una reacción en cadena; hasta el 75% de las arañas cercanas pueden seguir su ejemplo y sacudir también sus telas. Dentro de las colonias, hay tres zonas en las que pueden vivir las arañas: la zona exterior, la intermedia y la interior. Las arañas que viven en la zona intermedia tienen las mejores tasas de captura de presas. Las colonias más grandes tienen mayores tasas de captura de presas que las colonias más pequeñas y las tasas de captura son mayores para las arañas nocturnas que para las diurnas.
C. citricola suelen coexistir pacíficamente. Pueden mostrar comportamientos agresivos si otra araña intenta apoderarse de su presa. La vida en colonia puede haber evolucionado debido a los beneficios de la vida en grupo para las arañas, aunque la vida solitaria puede verse favorecida cuando las presas son escasas. La socialidad condicional es otra explicación evolutiva de por qué la vida en grupo evolucionó en esta especie. Las posibilidades de este desarrollo pueden ser la protección contra parásitos o depredadores y cómo las telarañas coloniales permiten a los juveniles crear fácilmente sus primeras telarañas.
Algunas C. citricola viven individualmente sin colonia, solas sin otros organismos. Las arañas solitarias tienen telas más grandes, producen más huevos y tienen más cleptoparásitos que las colonias. No hay diferencias en el tamaño de las hembras ni en las tasas de captura de presas cuando se comparan arañas coloniales y solitarias. Existen dos hipótesis para explicar las escasas diferencias físicas entre las arañas solitarias y las coloniales. La primera es que las arañas pueden alternar entre la vida colonial y la solitaria a lo largo de su vida. La segunda hipótesis es que la captura de presas es similar tanto en las arañas coloniales como en las solitarias, lo que permite un desarrollo físico similar. Ambas hipótesis pueden explicar las muchas similitudes entre las arañas solitarias y las coloniales.

### Territorialidad
C. citricola exhibe un comportamiento territorial sobre sus telarañas con orbes, pero las telarañas de las tiendas de campaña son comunales y no se documentó ningún comportamiento agresivo entre las arañas que viajan a través de estas telarañas. Por la noche hay conflictos entre arañas sin orbes y arañas poseedoras de orbes. Estas peleas se deben a la competencia por mejores lugares de alimentación. Las arañas más grandes suelen ganar en las peleas a las más pequeñas. Las arañas invasoras pueden proceder de la periferia de la colonia, donde los costes de construcción de las telarañas suelen ser elevados debido a las continuas reparaciones y a la disminución de la captura de presas. Las telarañas periféricas suelen sufrir daños por el clima y los depredadores, mientras que las telarañas centrales permanecen inalteradas. El conflicto surge cuando un intruso sin orbe se acerca y hace vibrar la telaraña. Esta acción es una señal de ataque y solicita la misma respuesta de la araña defensora. Las vibraciones entre el atacante y el defensor continúan durante unos minutos; sin embargo, el invasor rara vez captura la telaraña y en su lugar se retira.

### Cuidado parental
Los sacos de huevos de C. citricola tienen un diámetro de entre 12 y 20 milímetros. Estos sacos de huevos se depositan en cadenas de hasta 10 sacos seguidos en las telarañas. Los huevos son de color verde azulado. Cada saco de huevos contiene entre 100 y 200 huevos y tienen forma elíptica plana.El número de huevos producidos depende de varios factores ambientales, incluida la disponibilidad de alimento. Las hembras solitarias pueden producir hasta un 20% más de huevos que las hembras que viven en colonias. La reducción del número de huevos en las colonias puede deberse a una mejor protección contra los parásitos y a una menor depredación. Las hembras con sacos de huevos suelen descansar directamente debajo del saco para protegerlos.
Los juveniles suelen dispersarse o construir sus propias telarañas fuera de las telarañas maternas después de cuatro días. Los juveniles en telarañas más grandes tienen menos probabilidades de abandonar la telaraña de su madre. Las madres alimentan a sus crías, pero cuando las presas escasean aumenta la agresividad entre hermanos. Estas condiciones de escasez de recursos aumentan la probabilidad de dispersión temprana de la telaraña materna.
C. citricola prefiere seleccionar los lugares de nidificación y crear telarañas en las horquillas entre ramas y hojas.

## Depredadores y parasitoides
Argyrodes argyrodes, otra especie de araña, puede robar presas y huevos de Cyrtophora citricola. Además, se ha observado que Holocnemus pluchei, también conocida como papá patas largas, construye sus telarañas a partir de las telarañas de C. citricola. H. pluchei muestra un comportamiento agresivo hacia C. citricola y se ha observado que se come a los juveniles de C. citricola. C. citricola se tira al suelo si es atacada, en un intento de camuflarse. C. citricola también puede tirar de todas sus patas hacia dentro, hacia su abdomen.
A. gibbosus actúa a menudo como cleptoparásito de C. citricola, robando las presas que captura C. citricola. Se sabe que A. gibbosus cambia de estrategia dependiendo de dónde se encuentre el hospedador. La presa es robada cuando el hospedador está en el centro de la telaraña. Se ha observado a A. gibbosus esperando a que C. citricola vaya a buscar comida antes de consumir sus huevos.
Pediobius pyrgo es un tipo de avispa que pone sus huevos en los sacos de huevos de C. citricola. La avispa está presente en la Península Ibérica y en las Islas Canarias. Philolema palanichamyi es otro tipo de avispa que pone sus huevos en los sacos de huevos de C. citricola. La avispa afecta a estas arañas principalmente en las Islas Canarias y puede parasitar alrededor del 40% de los sacos de huevos. Las larvas de la avispa se alimentan de los huevos de la araña y cada larva devora porciones significativas de los sacos de huevos; la incubación dura aproximadamente siete semanas. Las larvas de avispa suelen provocar la muerte de una gran parte de los sacos de huevos de araña parasitados. La parasitación disminuye las poblaciones emergentes de arañas en aproximadamente un 60%.

### Coloración y comportamiento protector
Cyrtophora citricola puede cambiar el color de su abdomen para mimetizarse con el entorno. La coloración de las hembras de la araña de Florida les permite parecer hojas marrones muertas cuando están sentadas en sus telarañas, lo que impide que los depredadores potenciales las detecten.

## Impacto en la agricultura
Los árboles ornamentales, frutales y varias plantas con flor del género Eugenia, incluida E. coronata, tienen altas concentraciones de Cyrtophora citricola. Estas plantas y árboles pueden experimentar una muerte incompleta cuando las telarañas de C. citricola se extienden sobre sus hojas. Esto puede deberse a que el grosor de las telarañas puede restringir el flujo de aire a las hojas. Por ello, algunas autoridades han optado por utilizar pulverizadores de agua a alta presión y controles químicos para exterminar las colonias.
C. citricola es problemática para muchas explotaciones agrícolas de Sudamérica, incluidas las plantaciones de café y cítricos. Está catalogada como una importante plaga agrícola en la República Dominicana debido a su devastador impacto en los árboles de cítricos. Además, es cada vez más común en los estados del sur de Norteamérica. En Florida, la araña se ha convertido en una molestia común en los patios traseros.